# Armação (arma de fogo)

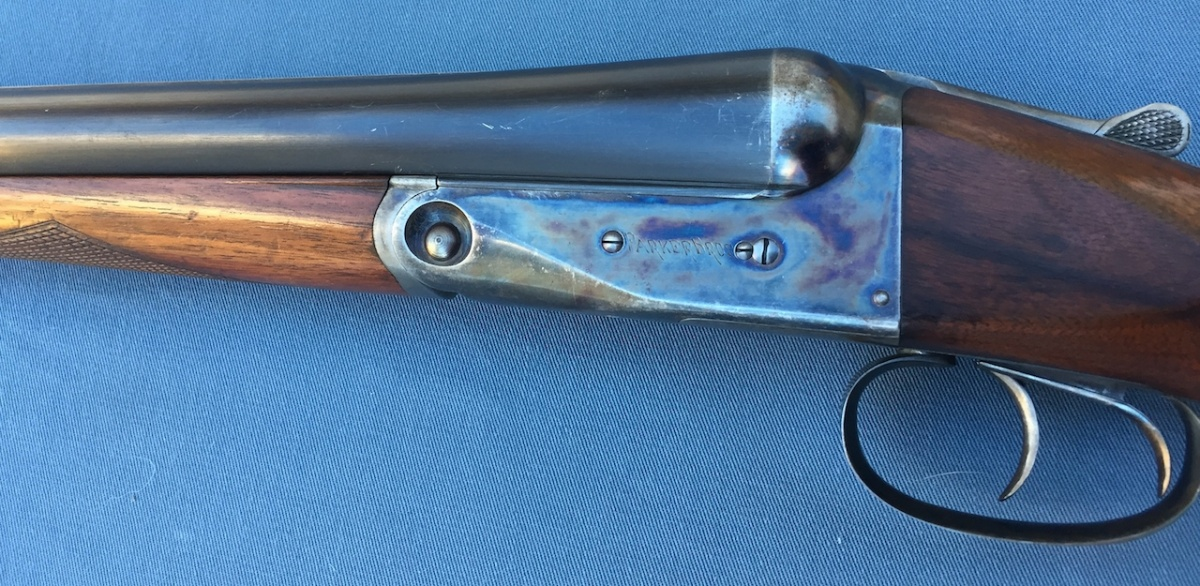
A armação de uma espingarda de cano-duplo (em destaque pelo aço mais claro).

Armação, receptáculo, caixa da culatra ou ainda receptor, na terminologia de armas de fogo, é a parte de uma arma de fogo que integra outros componentes, fornecendo alojamento para componentes de ação interna, como cão, ferrolho ou bloco da culatra, percutor e extrator, e pode ter interfaces roscadas para anexar externamente componentes como o cano, coronha, mecanismo de gatilho e mira ótica ou de ferro. A armação geralmente é feita de aço ou alumínio forjado, usinado ou estampado; além desses materiais tradicionais, a ciência e a engenharia modernas introduziram polímeros e pós de metal sinterizado na construção do receptor.